# Taieri Gorge Railway
Die Taieri Gorge Railway (TGR) ist eine Museumseisenbahn in der Region Otago auf der Südinsel Neuseelands. Sie verkehrt auf einem 13 Kilometer langen Abschnitt der Main South Line (Christchurch–Invercargill) und auf einem 64 Kilometern langen Abschnitt der im Übrigen stillgelegten Trasse der Otago Central Railway. Mit einer Streckenlänge von insgesamt 77 Kilometern ist sie die längste Museumseisenbahn des Landes.

## Geografie

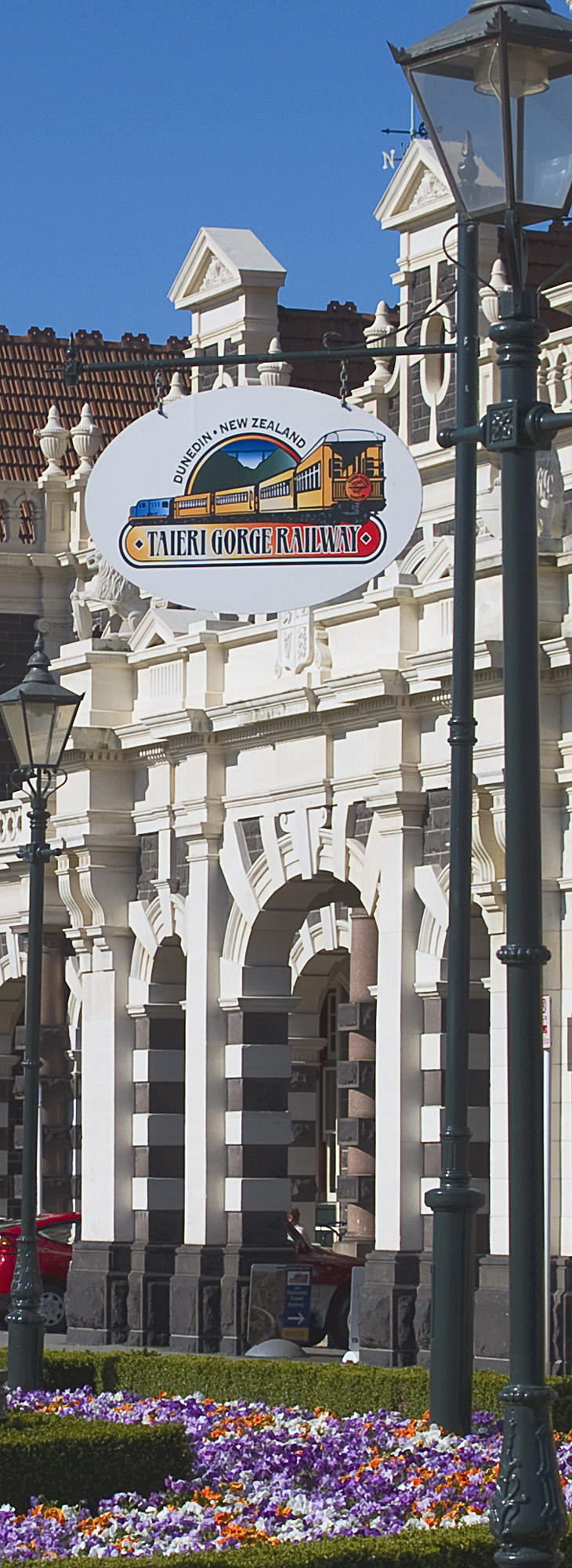
Hinweis vor dem Bahnhof von Dunedin

Die Trasse der Taieri Gorge Railway zweigt von der Main South Line in Wingatui bei Mosgiel am östlichen Rand der Taieri Plains ab, um dann in North Taieri mit einer Haarnadelkurve und einer Steigung von 20 Promille in das Bergland aufzusteigen. Knapp einen Kilometer nach dem Überqueren des 197 m langen und 47 m hohen Winagatui-Viadukts erreicht die Bahnstrecke die Taieri Gorge, eine etwa 38 km lange Schlucht mit zahlreichen Tunneln und Viadukten. Kurz vor Pukerangi verlässt sie das Tal des Taieri River und durchkreuzt den südlichen Teil der Ebene von Strath Taieri bis zum heutigen Endbahnhof von Middlemarch.

## Geschichte
Der Streckenverlauf der heutigen Taieri Gorge Railway von Wingatui nach Middlemarch ist der erste Teilabschnitt der 1891 Jahr eröffneten Otago Central Railway. Baubeginn der Strecke war 1879, 1921 erreichte sie ihren Endpunkt in Cromwell. Die Linie war über fast 100 Jahre lang das Rückgrat der wirtschaftlichen Entwicklung des Binnenlandes der Region Otago. Die Förderung des Straßenverkehrs gegenüber dem Eisenbahnverkehr und dessen flexiblere Transportmöglichkeiten über ein zunehmend entwickeltes Straßennetz führten zur Einstellung des Betriebs am 30. April 1990.
Der Otago Excursion Train Trust, der seit Oktober 1979 Bahnreisen mit historischem Zugmaterial organisierte, setzte sich für den Erhalt der Bahnlinie ein. Allerdings benötigte er etwa 1 Million NZ$, um die Linie als touristische Attraktion wieder in Betrieb zu nehmen. Die Stadt Dunedin kaufte die Strecke von Wingatui nach Middlemarch von der New Zealand Railways Corporation, um sie privatwirtschaftlich betreiben lassen zu können. Sie vermietete die Strecke an den Otago Excursion Train Trust, der mit öffentlicher Unterstützung 1,2 Millionen NZ$ sammelte und von nun an die Taieri Gorge Railway betrieb. Finanzierungsprobleme des Trusts machten wiederholt städtische Unterstützung erforderlich. Dies führte 1995 zur Gründung der Taieri Gorge Railway Limited, die gemeinsam der Stadt Dunedin (72 %) und dem Trust (28 %) gehört.

## Betrieb

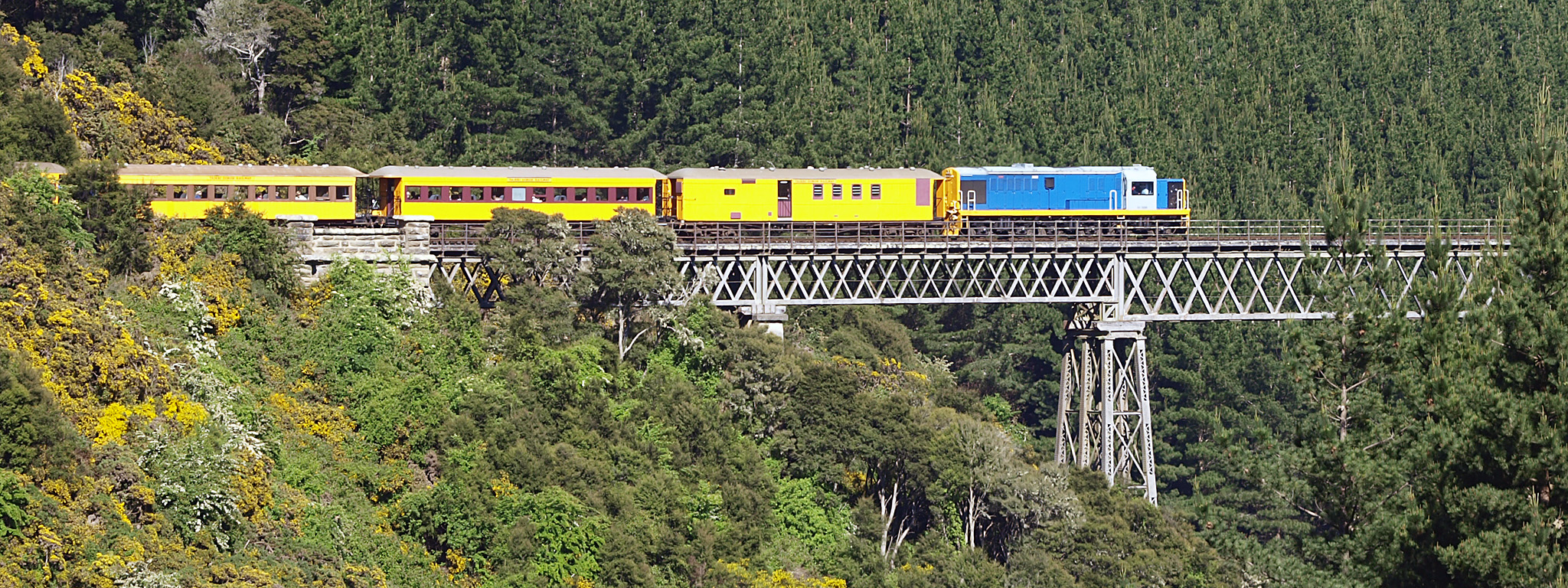
Zug der Taieri Gorge Railway auf dem Wingatui Viaduct

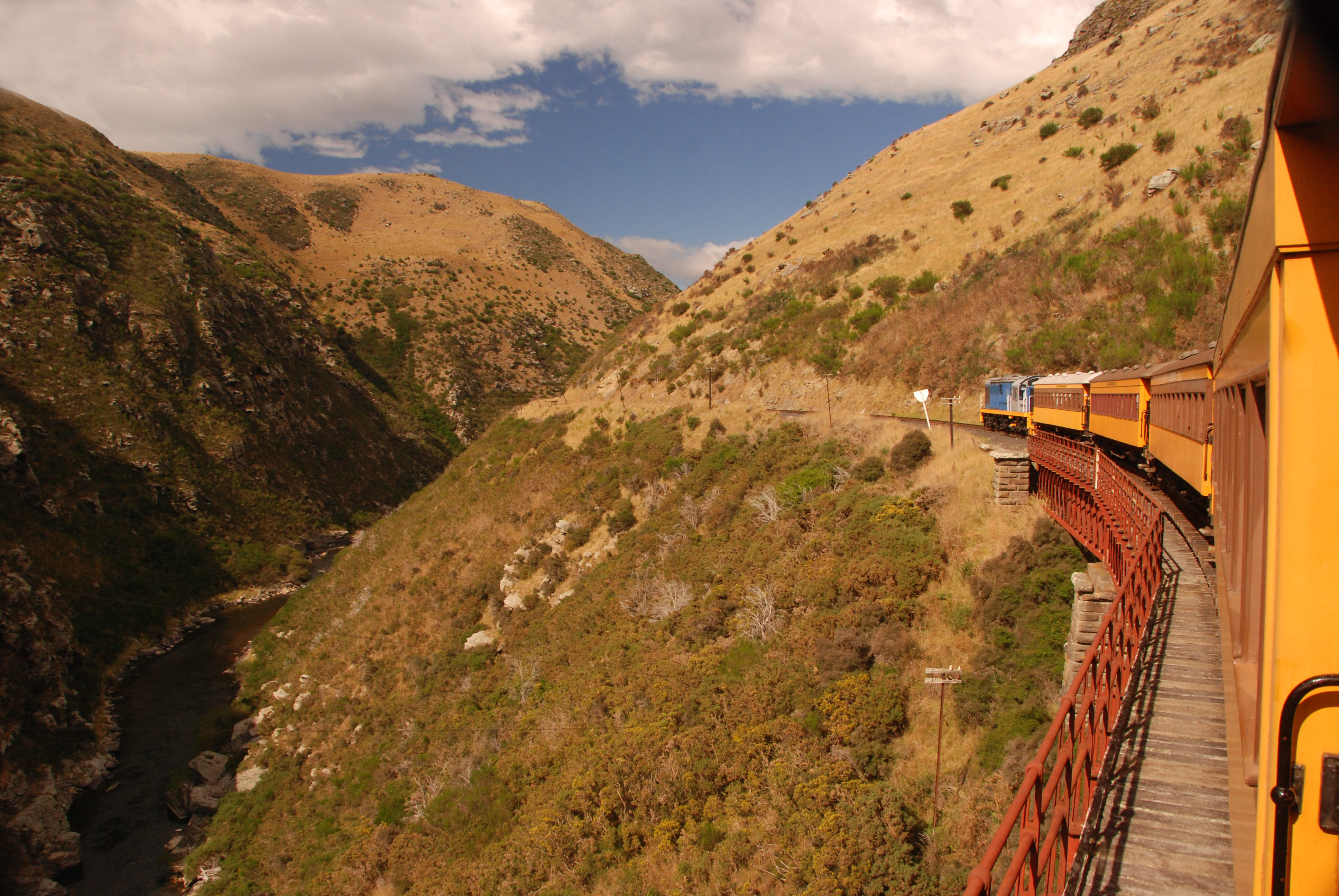
In der Taieri Gorge

Die Taieri Gorge Railway Limited ist heute die Betreiberin der Linie. Sie lässt den Zug täglich ein bis zwei Mal – je nach Saison – zwischen dem Bahnhof Dunedin und Pukerangi oder Middlemarch verkehren. Die Taieri Gorge Railway beförderte 2007 60.000 Fahrgäste und ist eine wichtige Sehenswürdigkeit von Dunedin. Sie steht auf dem Besichtigungsprogramm der in Port Chalmers anlegenden Kreuzfahrtschiffe.
Um die Linie wirtschaftlich betreiben zu können, wurde in den letzten Jahren das touristische Angebot ausgebaut. So wurde der „Seasider“ ins Programm aufgenommen, eine Zugverbindung entlang der Küste des Pazifischen Ozeans bis in das 66 km entfernte Palmerston. Außerdem wird eine Rundtour angeboten, die über Palmerston und Middlemarch beide Zugverbindungen einschließt und mit einer geführten Bustour nach Macraes Flat einen Einblick in die Macraes Gold Mine, die größte Goldmine Neuseelands, bietet.
Der Rest der früheren Strecke der Otago Central Railway von Middlemarch nach Cromwell wird seit 2000 bis nach Clyde als Otago Central Rail Trail zum Rad- und Wanderweg ausgebaut. Auf den rund 150 Kilometern nutzt der Weg die Trasse der ehemaligen Bahnstrecke, mit 68 Brücken und drei Tunnels – darunter der Pries Creek Tunnel und der Poolburn George Tunnel. Die Strecke ist für Kraftfahrzeuge gesperrt und mit zahlreichen Hinweistafeln versehen, die, wie der Radwanderweg selbst, vom Department of Conservation unterhalten werden.